# ウラディーミル・オフチニコフ
ウラディーミル・パヴロヴィチ・オフチニコフ（ロシア語: Владимир Павлович Овчинников；ラテン文字転写：Vladimir Pavlovich Ovchinnikov、1958年1月2日 - ）はロシアのピアニスト。

## 略歴
1958年、バシキール自治ソビエト社会主義共和国（現バシコルトスタン共和国）、ベレベイで生まれた。モスクワの中央音楽学校で学び、その後モスクワ音楽院にてアレクセイ・ナセトキンに師事。
1980年にモントリオール国際音楽コンクールに2位に入賞し、注目され始めた。1982年にはチャイコフスキー国際コンクールにおいて、ピーター・ドノホーとともに1位なしの2位を分け合ったことから、一躍世界の檜舞台に踊り出た。1987年には、リーズ国際ピアノコンクールで念願の優勝を果たした。2005年、ロシア大統領ウラジーミル・プーチンより、ロシアの芸術家に対する最高位の称号である「ロシア国家芸術家」を授与された。現在はモスクワ音楽院教授ならびにくらしき作陽大学助教授を勤めている。
モスクワ・フィルハーモニー管弦楽団やモスクワ放送交響楽団、サンクトペテルブルク・フィルハーモニー管弦楽団など、ロシア国内の主要なオーケストラと定期的な共演を重ねている。エフゲニー・スヴェトラーノフとその配下のロシア国立交響楽団とも長年にわたる関係を築いており、ともにフランスやオランダ、北米ならびに南米で演奏旅行を行なった。
欧米においては、BBCフィルハーモニック、シカゴ交響楽団、デンマーク放送交響楽団、ハーグ・レジデンティ管弦楽団、ハレ管弦楽団、ライプツィヒ・ゲヴァントハウス管弦楽団、モントリオール交響楽団、オランダ放送交響楽団、フィルハーモニア管弦楽団、ポーランド国立放送管弦楽団、ロイヤル・リヴァプール・フィルハーモニー管弦楽団、チューリヒ・トーンハレ管弦楽団などと協奏曲の演奏に携わっている。またこれまで共演した著名な指揮者に、ウラディーミル・アシュケナージ、マティアス・バーメルト、ルドルフ・バルシャイ、ウラジミール・フェドセーエフ、マリス・ヤンソンス、ネーメ・ヤルヴィ、クラウス・ペーター・フロール、リボール・ペシェク、アレクサンドル・ラザレフ、ゲンナジー・ロジェストヴェンスキー、ユーリ・シモノフ、スタニスワフ・スクロヴァチェフスキ、ゲオルク・ショルティ、ワルター・ウェラーらがいる。

## レパートリーと演奏様式
これまでに録音されたレパートリーに、ショスタコーヴィチの《ピアノ協奏曲 第1番》やムソルグスキーの《展覧会の絵》、ラフマニノフの《音の絵》、リストの《12の超絶技巧練習曲》、プロコフィエフのピアノソナタ集がある。
ロシア人のピアニストとしては、長身ながらも痩せ型の体型をしており、そのためもあってか、完璧な演奏技巧に物を言わせて豪快にガンガンと鳴らすというよりは、音色や弱音の美しさに対する繊細な感覚と超絶技巧とを巧みに両立させるタイプのヴィルトゥオーゾ。